# Echinodontium ballouii
Echinodontium ballouii är en svampart som först beskrevs av Banker, och fick sitt nu gällande namn av H.L. Gross 1964. Echinodontium ballouii ingår i släktet Echinodontium och familjen Echinodontiaceae.   Inga underarter finns listade i Catalogue of Life.